# Primer ministre de Lesotho

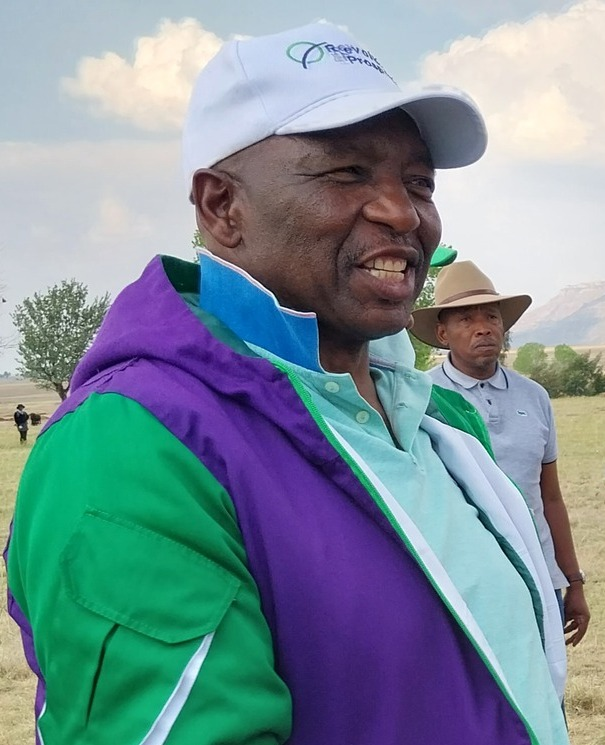
Fotografia del primer ministre Sam Matekane.

El primer ministre de Lesotho és el membre prominent del govern del país. La Constitució no n'explicita l'autoritat sobre la resta de ministres. El conjunt de tots ells constitueix el Consell de Ministres, la funció del qual és assessorar el rei en el governament de Lesotho, a més d'exercir les funcions que a cada ministre li han estat assignades, tenint en compte que, a Lesotho, l'autoritat executiva està conferida al rei, qui l'exerceix a través dels departaments i autoritats del govern.
El primer ministre, que ha de ser membre de l'Assemblea Nacional, és nomenat pel rei seguint la recomanació del Consell d'Estat, el qual ha de considerar qui n'és el líder del partit o coalició que tindrà el suport de la majoria de membres de l'Assemblea Nacional. Si es dona la circumstància d'haver de fer-ne el nomenament amb el Parlament dissolt, aquest nomenament ha de recaure sobre algú que fos membre de l'Assemblea Nacional en el moment de la dissolució. Tant en aquesta situació com en els nomenaments fets amb normalitat, per a la resta de ministres també es contempla que puguin ser senadors.
La Constitució, tot i detallar les causes de remoció —entre les quals hi ha el no superar una moció de censura, sempre que comporti la proposta d'un primer ministre alternatiu—, no fa referència explicita a la durada normal del mandat, però en associar el càrrec a la vigència del Parlament, resulta que la provisió per a aquest és de cinc anys, si no és dissolt abans, duració que, en cas de guerra, es pot anar prorrogant en períodes de 12 mesos fins a un màxim de cinc anys addicionals. Tant per a la dissolució com per a la pròrroga, el rei ha d'actuar, amb excepcions, seguint els consells del primer ministre.

## Llista de caps de govern a Lesotho
| Nom                           | Posició (*) | Mandat                 | Mandat                 | Temps | Temps | Partit polític                                                        |
| Nom                           | Posició (*) | inici                  | final                  | anys  | dies  | Partit polític                                                        |
| ----------------------------- | ----------- | ---------------------- | ---------------------- | ----- | ----- | --------------------------------------------------------------------- |
| Sekhonyana Nehemia Maseribane | PM          | 6 de maig de 1965      | 7 de juliol de 1965    | 0     | 62    | Basotho National Party - BNP                                          |
| Leabua Jonathan               | PM          | 7 de juliol de 1965    | 20 de gener de 1986    | 20    | 197   | Basotho National Party - BNP                                          |
| Justin Metsing Lekhanya       | PCM         | 24 de gener de 1986    | 2 de maig de 1991      | 5     | 98    |                                                                       |
| Elias Phisoana Ramaema        | PCM         | 2 de maig de 1991      | 2 d'abril de 1993      | 1     | 335   |                                                                       |
| Ntsu Mokhehle                 | PM          | 2 d'abril de 1993      | 17 d'agost de 1994     | 1     | 137   | Basutoland Congress Party - BCP                                       |
| Hae Phoofolo                  | PMI         | 17 d'agost de 1994     | 14 de setembre de 1994 | 0     | 28    | (independent)                                                         |
| Ntsu Mokhehle                 | PM          | 14 de setembre de 1994 | 29 de maig de 1998     | 3     | 257   | Basutoland Congress Party - BCP, Lesotho Congress for Democracy - LCD |
| Pakalitha Mosisili            | PM          | 29 de maig de 1998     | 8 de juny de 2012      | 14    | 10    | Lesotho Congress for Democracy - LCD, Democratic Congress - DC        |
| Tom Thabane                   | PM          | 8 de juny de 2012      | 17 de març de 2015     | 2     | 282   | All Basotho Convention - ABC                                          |
| Pakalitha Mosisili            | PM          | 17 de març de 2015     | 16 de juny de 2017     | 2     | 91    | Democratic Congress - DC                                              |
| Tom Thabane                   | PM          | 16 de juny de 2017     | 20 de maig de 2020     | 2     | 339   | All Basotho Convention - ABC                                          |
| Moeketsi Majoro               | PM          | 20 de maig de 2020     | 28 d'octubre de 2022   | 2     | 161   | All Basotho Convention - ABC                                          |
| Sam Matekane                  | PM          | 28 d'octubre de 2022   |                        |       |       | Revolution for Prosperity - RFP                                       |

(*) PM = Primer Ministre / PMI = Primer Ministre Interí / PCM = President del Consell Militar